# Eurypon lacazei
Eurypon lacazei is een sponssoort in de taxonomische indeling van de gewone sponzen (Demospongiae). Het lichaam van de spons, dat in staat is om veel water op te nemen, bestaat uit kiezelnaalden en sponginevezels.
De spons behoort tot het geslacht Eurypon en behoort tot de familie Raspailiidae. De wetenschappelijke naam van de soort werd voor het eerst geldig gepubliceerd in 1891 door Topsent.